# Atarba dicera
Atarba dicera är en tvåvingeart som beskrevs av Alexander 1969. Atarba dicera ingår i släktet Atarba och familjen småharkrankar. Inga underarter finns listade i Catalogue of Life.